# تلفیتا
تلفیتا (به عربی: تلفیتا) یک روستا در سوریه است که در استان ریف دمشق واقع شده‌است. تلفیتا ۴٬۰۸۲ نفر جمعیت دارد.